# آيت وغاد (تيزي نيسلي)
آيت وغاد هي إحدى مشيخات المملكة المغربية، تتبع جغرافيا لإقليم بني ملال وإداريًا لتيزي نيسلي. يقدر عدد سكانها بـ 3401 نسمة حسب الإحصاء الرسمي للسكان والسكنى لسنة 2004.